# Johannes Rist
Johannes Rist, född 1607, död 1667. Tysk teolog och psalmförfattare verksam i Wedel a d Elbe i Holstein. Han blev av kejsaren 1644 krönt såsom skald, poeta laureatus, och utnämnd till hov- och pfalzgreve, Hofpfalzgraf, varmed följde rättigheten att själv kröna skalder samt utnämna doktorer, licentiater och notarier.
Han finns representerad i Den svenska psalmboken 1986 med ett verk (nr 194), och i 1819 års psalmbok med fem verk (nr 98, 155, 413, 443 och 463). Också representerad i danska Psalmebog for Kirke og Hjem.

## Psalmer
- Ack, hjärtans ve (1695 nr 154, 1819 och 1937 nr 98) verserna 2-12 skrivna 1641, senare bearbetad/översatt av Haquin Spegel
- Du livets bröd, o Jesu Krist (1695 nr 17, 1937 nr 191) skriven 1654 senare bearbetad/översatt av Jakob Arrhenius
- Giv, o Jesus, fröjd och lycka (1695 nr 139, 1986 nr 194), skriven 1642, översatt av Petrus Brask 1690 och senare bearbetad av både Wallin och Britt G Hallqvist
- O evighet, din längd mig fast förskräcker (1695 nr 407, 1819 nr 463) skriven okänt årtal, senare bearbetad av Lasse Lucidor, Petrus Brask och Wallin. Finns på Wikisource.
- Solen haver sig ifrån oss vänt Der tag ist hin, der Sonnen Glantz (1695 nr 366) översatt av Haquin Spegel.[6]
- Var nu redo, själ och tunga (1695 nr 377, 1819 och 1937 nr 443) skriven 1652, senare bearbetad/översatt av Haquin Spegel och Kristoffer Dahl
- Är jag allen en främling här Bin ich allein ein Frembdling (1695 nr 258) översatt till svenska av Jakob Arrhenius [7]
- Öpna tigh min mun och tunga Werde munter mein Gemüthe (1695 nr 376) översatt av Haquin Spegel